# 横井ジョウジ
横井 ジョウジ（よこい じょうじ、1946年4月8日 - ）は、東京都出身のプロゴルファー。

## 来歴
1974年に大風の静岡カントリー島田GCでのプロテストを受験し、出場した選手で唯一合格。
1975年、初めて海外で開催された日本のトーナメント「クイリマ&タカヤマ・クラシック」に出場し、初日を5アンダー67の好スコアにまとめ、榎本七郎・石井裕士と並んでの首位タイでスタート。
1979年のKBCオーガスタでは初日に69をマークして横島由一・金井清一・吉川一雄・内田繁・小林富士夫と並んでの7位タイでスタートし、3日目に67をマークし、最終的には竹安孝博、グラハム・マーシュ（ オーストラリア）、金本章生と並んでの10位タイに入った。
1979年には全英オープンに日本予選から出場するが、初日76、2日目82の16オーバーで中嶋常幸・波多野修と共に予選落ちに終わっている。
1979年の東海クラシックでは初日を吉川・上野忠美・草壁政治、アンディ・ノース&アンディ・ビーン（ アメリカ合衆国）、尾崎将司・前田新作・山本政彦・内田袈裟彦と共に3アンダー69の2位タイでスタートし、2日目には草壁と共に金井、ベン・アルダ（ フィリピン）、橘田規と並んでの6位タイに着けた。
1980年の新潟県オープンでは初日に69、最終日に67と2日間60台をマークし、石井秀夫・金井に次ぐと同時に上原宏一・船渡川育宏・栗原孝・田原紘を抑え、内田袈裟彦と並んでの3位タイに入った。
1980年の全日空札幌オープンでは初日を杉原輝雄・前田と並んでの7位タイでスタートした。
1981年にはパールカントリークラブオープンで安達典夫・鷹巣南雄に次ぐと同時に高橋五月・河野高明を抑えての5位タイに入り、帰国後の阿蘇ナショナルパークオープンでは2日目に安田春雄・謝敏男（ 中華民国）・吉村金八と並んでの9位タイに着けた。
1981年のペプシウィルソントーナメントでは初日を高橋勝成と共に66をマークして3位タイでスタートし、2日目には山本善隆と並んでの5位タイに着けた。
1981年の美津濃トーナメントでは3日目を松井功・金本・小林と並んでの10位タイとし、最終日には新井規矩雄・内田・中嶋・草壁・金井・杉原に次ぐ7位に入った。
1981年のジーン・サラゼン ジュンクラシックでは雨の初日を石井秀・呂良煥&陳健忠（中華民国）と並んでの7位タイでスタートした。
1982年の日本国土計画サマーズでは初日に土山録志と共に66をマークして3位タイでスタートし、2日目には尾崎直道・前田と並んでの5位タイに着けた。
1988年のハワイパールオープンでは泉川ピート・近藤守・白石達哉と並んでの10位タイに入り、1989年の関東プロを最後にレギュラーツアーから引退。
1998年のTPCスターツシニアでは初日に68、2日目に67をマークし、最終的には中山徹・金井・安田に次ぐ4位に入った。